# Croce filipennis
Croce filipennis är en insektsart som först beskrevs av John Obadiah Westwood 1841.  Croce filipennis ingår i släktet Croce och familjen Nemopteridae. Inga underarter finns listade i Catalogue of Life.